# Crostada
La crostada és una pasta de full tradicional estesa al llarg dels Pirineus i que des de l'època medieval forma part de la seva cuina popular d'oest a est d'aquests, tant en el vessant nord com al sud. El seu nom, coincident en català i en occità, crostada, prové de "crosta", ja que es caracteritza per ser coberta d'una pasta de finíssimes capes cruixents, una mica de l'estil de diverses capes de pasta fil·lo o també una mica similar a la pasta de full. Entre aquest "entrepà" de fines capes cruixents se sol posar una fruita fresca (sovint poma, pera, nabius a l'estiu, etc.) de temporada, de vegades amarada en algun licor local. També n'hi ha de farcides amb formatge de muntanya, de melmelada i de mel. La superfície es cobreix de sucre glas. Es menja freda o calenta, especialment a l'hivern.
Segurament el seu origen és àrab i se sap que fou introduïda als Pirineus a l'edat mitjana. Tradicionalment se'n feien en grans quantitats a les festes majors, tot i que ara se'n fan tot l'any. Se'n fa una de sencera i es talla a petites llesques amb molta cura de no trencar massa les làmines.

## Crostades salades
A l'època medieval n'existien versions salades farcides de carn picada, aromatitzada també amb licor, o peix, que ara són menys freqüents. Algunes es van estendre a altres indrets, adaptant-les als ingredients locals, i en alguns encara es fan, com per exemple la de tords a Còrsega, la de llagosta a Mallorca o la d'anxoves a Cotlliure.
Algunes preparacions similars a les crostades salades són les panades salades, com típicament la panada (empanada) gallega de peix o les de carn guisada britàniques (pie). A Occitània existeixen panades salades anomenades pastís en occità i paté en francès, com per exemple el pastís de patata. Al nord de França, on la carn servida dins d'una crosta de pasta de full va estar de moda, també s'han naturalitzat i adaptat al gust parisenc algunes crostades, panades i patés salats de carn.